# وارتاوزن
وارتاوزن (به آلمانی: Warthausen) یک شهر در آلمان است که در Biberach واقع شده‌است. وارتاوزن ۴٬۸۵۹ نفر جمعیت دارد.

## خواهرخوانده
شهر والدنبرگ، زاکسن خواهرخواندهٔ وارتاوزن هست.